# Исхак бей джамия (Скопие)
Вижте пояснителната страница за други значения на Шарена джамия.
Гази Исхак бей джамия, известна като Аладжа джамия, тоест Шарената джамия (на турски: Gazi Ishak Bey Camii; на македонска литературна норма: Гази Исхак бег џамија, Алаџа џамија), е мюсюлмански храм в Скопие, столицата на Северна Македония.

## История
Джамията се намира до Битпазар и една от първите османски постройки в града. Над главния вход има каменен надпис на арабски език, който казва, че джамията е построена е в 1438 - 1439 година от османския пълководец Исхак бей, син на Игит паша, втори управител на Скопие. Според насписа над малката врата на източната стена в 1519 година джамията е разширена от Хасан бей, внук на Исхак бей. Името Аладжа, в превод Шарена, получава от различните керамични плочки, с които е била украсена фасадата ѝ, и които по-късно са унищожени.

## Архитектура
Джамията принадлижи към типа завие – малък ислямски манастир, с по-късни странични разширения. Тремът е по цялата източна страна и е на четири масивни каменни колони. Молитвеното пространство и страничните помещения са покрити с куполи, докато разширенията и централната част на трема са покрити с полуцилиндрични и цилиндрични сводове. Декоративните елементи съществуват до Скопското земетресение от 1963 година. След него са запазени само фрагменти върху аркадата на трема. Декорацията в стил руми, е направена в барелеф. Богата релефна декорация има и във вътрешността на джамията, върху арките и пандантивите, докато куполът е оребрен. Минарето е с височина приблизително 30 m и е изградено от прецизно издялани правоъгълни каменни блокове. Шерефето има перфорирана ограда и сталактитна украна под него.
В двора на джамията има стари надгробни камъни, датиращи от XVI до XIX век.

## Паша бей тюрбе
Край джамията е разположено красивото Паша бей тюрбе, построено през първата половина на XV век. То принадлежи към типа затворени тюрбета с шестоъгълна основа и сводест купол върху осмоъгълен барабан. Тюрбето заедно с Йени джамия в Битоля е уникално на Балканите с украсата си от цветни фаянсови плочки.